# Тэрасава, Дзюнсэй
Дзюнсэй Тэрасава (яп. 寺沢潤世) — японский буддийский монах. Руководитель буддийского ордена «Ниппондзан Мёходзи» на Украине, в России и Центральной Азии. Консультант Международного Бюро Мира в Женеве (Швейцария), известен своей миротворческой и антивоенной деятельностью.
С 2000 по 2012 год Тэрасаве был запрещен въезд в Россию из-за его позиции по войне в Чечне. В апреле 2012 года Тэрасаве было снова отказано во въезде в Россию.

## Биография
Родился 15 сентября 1950 в небольшом городе Хакуй в провинции Исикава.
Ученик Нитидацу Фудзии, основателя буддийского ордена «Ниппондзан Мёходзи». В 1969 году поступил в Токийский университет Риккё, но вскоре бросил учёбу.
С 1970 по 1975 год жил в Индии. Участвовал в протестах против индийских ядерных испытаний. Участвовал в протестах против захода кораблей 7-го флота США с ядерными ракетами в Бомбей. Вместе с другими членами ордена уехал из Индии после того как в феврале 1975 года правительство Индии издало указ, препятствующий деятельности Ниппондзан Мёходзи в стране.
В 1975 в возрасте 25 лет переехал в Великобританию. Установил связи со многими видными британскими буддистами и политическими активистами движения за мир.
В 1980-х участвовал во многих антиядерных протестах и маршах в Европе. Участвовал в постройке двух «Ступ мира» в Великобритании — в городе Милтон-Кинс (построена в 1980) и в Лондоне, в парке Баттерси (построена в 1985).
В 1986 году он инициировал проведение в Индии Раджгирского Симпозиума под девизом «Победа Дхармы над ядерной угрозой», предваряющего встречу в Нью-Дели между Радживом Ганди и Михаилом Горбачёвым, увенчавшуюся «Нью-Делийской Декларацией о построении мира без насилия и ядерного оружия».
В 1988 году в качестве посла мира прибыл на 3-ю Специальную Сессию ООН по Разоружению в Нью-Йорке, неся с собой священный прах Будды Шакьямуни из храма Тосёдай-дзи в Японии. По пути он вручил частицу священного праха Президенту Михаилу Горбачёву в Кремле во время московского саммита Рейган-Горбачёв.
С 1991 года имеет учеников в России, Украине и Кыргызстане.

### Деятельность в России
В августе 1991 находился в Москве. Присутствовал на баррикадах возле Белого Дома.
Выступал против действий российской армии во время Первой чеченской войны. Участвовал во многих акциях протеста в Москве. В марте 1995 года был одним из организаторов «Марша Материнского Сострадания» Москва-Грозный.
Резко критиковал действия российских федеральных войск на Северном Кавказе на сессии Комитета по правам человека ООН в Женеве в 2000 году. В открытом письме президенту Путину призывал вывести российские войска из Чечни.
В 2000 году, во время сессии ПАСЕ, провёл демонстрацию у здания Совета Европы вместе с представителем Аслана Масхадова в Европе Ахьядом Идиговым.
В 2000 году Тэрасаве было отказано во въездной визе в Россию в связи с его, по мнению ФСБ, «антироссийской деятельностью применительно к событиям в Чечне». Дзюнсэю Тэрасаве был запрещен въезд в Россию с 2000 по 2012 год.
В феврале 2012 приезжал в Москву, где встретился с активистами организации «Русь Сидящая». Участвовал в протестном шествии и митинге на Болотной площади 4 февраля 2012 в Москве (См. Протестное движение в России (2011—2013)). Посетил буддийский храм в Санкт-Петербурге. Выступил в Центре Сахарова.
В апреле 2012 года Тэрасаве было снова отказано во въезде в Россию. По мнению российских буддистов, данный отказ стал следствием участия Тэрасавы в митингах российской оппозиции.

### Деятельность на Украине
Тэрасава — глава буддийского Ордена Ниппондзан Мёходзи на Украине, в России и Центральной Азии.
Инициатор строительства Ступы Мира в селе Паньковка Луганской области.
Активно выступал в поддержку Евромайдана, против присоединения Крыма к России., обвинил Россию в создании ада в Чечне, в утоплении Сирии в крови. Также, по его мнению, Путин, введя войска на Украину, продемонстрировал своё сумасшествие и окончательно потерял лицо в глазах всего мира
С 2009 года ведёт блог на сайте газеты «Украинская правда».
В марте-апреле 2014 года провёл «Марш мира» по юго-востоку Украины.

## Отзывы

### Положительные
Религиовед, преподаватель кафедры ЮНЕСКО по изучению мировой культуры и религий КРСУ Денис Брусиловский отзывается о Дзюнсэе Тэрасаве следующим образом: «Тэрасава у нас в Кыргызстане фигура довольно известная, о нем много написано в специализированной литературе отечественного издания, оценка дается в основном позитивная, хотя это скорее зависит от общего отношения автора к идеям нитирэнизма. Я подробно ознакомился с его трудом „Глобальное пробуждение“, отождествлять изложенные там идеи с экстремистскими организациями — большая глупость. Уважение к религиозным, национальным и культурным различиям постоянно повторяется в книге». Брусиловский отмечает, что источниками критики Тэрасавы являются представители других религиозных течений, недовольные динамичной проповеднической деятельностью Тэрасавы, и правительства, недовольные политическими заявлениями Тэрасавы. Брусиловский указывает, что если Тэрасава начнёт резко и необоснованно критиковать руководство страны, то руководством «должны быть приняты соответствующие меры», в то же время отмечая: «Как частное лицо он, пожалуй, никакого негативного отношения у специалистов-религиоведов не вызывает».
Буддолог А. В. Парибок в интервью журналу «Гефтер» отмечал, что Дзюнсэй Тэрасава является «очень видным деятелем японского буддизма», а его усилия в виде маршей мира «сыграли некоторую роль» в общих намерениях остановить чеченский конфликт.

### Критические
По словам сектоведа и член-корреспондента FECRIS Владимира Рогатина, внутренние практики, которые используют в «Ниппондзан Меходзи», «имеют очень деструктивные последствия. Подавляют волю и критическое мышление. Людей завлекают в монастырь, а те добровольно переписывают своё имущество».
В ответ на данную критику буддийский монах «Ниппондзан Меходзи» на Украине Сергей Жданкин высказался следующим образом: «Мы не являемся деструктивной сектой. И не понимаю, на каких основаниях делаются такие выводы. Мы одна из древнейших религий, которая идет от самого Будды».

## Публикации
Книги
- Дзюнсэй Тэрасава сенин. Рассеять мрак в живых существах. Проповеди буддийского монаха. — М.; Донецк: Серебряные нити, Махасангха Ниппондзан Меходзи, 1997. — 224 с. — ISBN 5-89163-008-7.
- Дзюнсэй Тэрасава-сенин. В Новый век без войн и насилия. Проповеди буддийского монаха, странствующего по Евразии с молитвой за мир. — Донецк: Махасангха Ниппондзан Меходзи, Лебедь, 2001. — 512 с. — ISBN 966-508-220-5.
- Дзюнсэй Тэрасава. Учение Нитирэна для нашего века. Серия лекций достопочтенного Тэрасавы Дзюнсэя, посвященных памяти доктора А. Н. Игнатовича // Школа Нитирэн / Пред, текст, пер., комм. А. Н. Игнатовича. — М.: Стилсервис, 2002. — С. 12—48. — 479 с. — ISBN 5‑93712‑005‑1.
- Дзюнсэй Тэрасава. Глобальное пробуждение. Возрождение изначальной духовности человечества. Проповеди буддийского монаха. — Донецк: Махасангха Ниппондзан Меходзи, 2006. — 448 с.
- Дзюнсей Терасава. Территория бессмертия. — Львов: Лига-Пресс, 2014. — 236 с. — ISBN 978-966-397-258-6.

Статьи
- Тэрасава Д., Панченко С., Шведовский Ф. Культура мира несовместима с цивилизацией войны // Восток-запад. Диалог культур и цивилизаций: Материалы Второй межвузовской научной конференции молодых ученых. — М.: Изд-во РУДН, 2000.
- Дзюнсэй Тэрасава. Проблемы. Война в Чечне. Из письма дост. Д. Тэрасавы В. В. Путину // Буддизм России. — СПб.: Нартанг, 2002. — № 34. — С. 49—50.
- Тэрасава Д. Историческая роль духовной культуры кочевых народов Алтая и Центральной Азии // Движение Ак jанг (белая вера) — Бурханизм на Алтае: взгляд через столетие: материалы науч. конференции, посвященной 100-летию событий в долине Теренг / редкол.: Н. В. Екеев и др. — Горно-Алтайск: Юч-Сюмер-Белуха, 2004. — С. 126—138. — 282 с.
- Тэрасава Д. Роль Центральной Азии в XXI веке: видение буддийского монаха из Японии. Раздел «Глобализация, безопасность и Центральная Азия» // Центральная Азия и культура мира — международный научно-образовательный журнал. — Бишкек, 2006. — № 1-2 (19-20).